# Belița, Sofia
Belița (în bulgară Белица) este un sat în comuna Ihtiman, regiunea Sofia,  Bulgaria. 

## Demografie
Componența etnică a satului Belița
     Bulgari (96,87%)
     Turci (3,12%)
     Nicio identificare (0%)
     Altele (0%)
La recensământul din 2011, populația satului Belița era de 96 locuitori. Din punct de vedere etnic, majoritatea locuitorilor (96,87%) erau bulgari, cu o minoritate de turci (3,12%). Pentru 0,0% din locuitori nu este cunoscută apartenența etnică.